# Lactarius scoticus

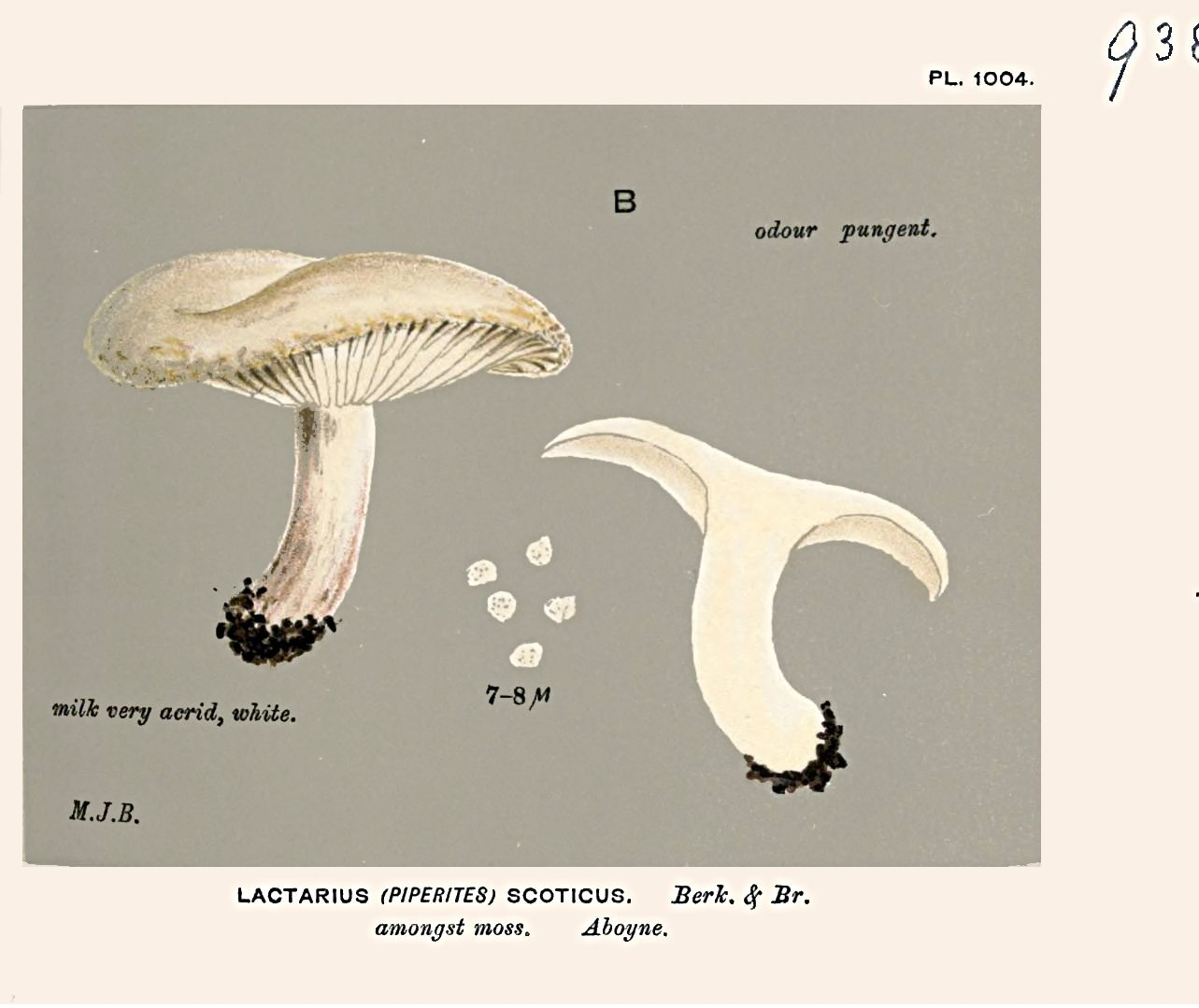

Lactarius scoticus Berk. & Broome – gatunek grzybów należący do rodziny gołąbkowatych (Russulaceae).

## Systematyka i nazewnictwo
Pozycja w klasyfikacji według Index Fungorum: Lactarius, Russulaceae, Russulales, Incertae sedis, Agaricomycetes, Agaricomycotina, Basidiomycota, Fungi.
Po raz pierwszy opisali go w 1879 r. Miles Joseph Berkeley i Christopher Edmund Broome i nadana przez nich nazwa naukowa jest aktualna. Synonimy:
- Lactarius pubescens var. scoticus (Berk. & Broome) Krieglst. 1991
- Lactifluus scoticus (Berk. & Broome) Kuntze 1891[2].

## Morfologia
Kapelusz
Średnica 1,4–6 cm, początkowo wypukły, potem z centralnym wgłębieniem, czasami lejkowaty. Powierzchnia gładka, sucha, ale czasami z drobnymi pęknięciami na środku, z wiekiem coraz bardziej filcowata, pokryta włoskami o długości 1–2 mm. Kolor jest początkowo bladokremowy do białawego, później staje się blado różowopłowożółty do kremowego, z bardziej żółtawym do żółtawobrązowego środkiem.
Blaszki
Gęste, przyrośnięte lub nico zbiegające na trzon, białe do blado różowawopłowych, czasami rozwidlone przy trzonie.
Trzon
Wysokość 2–7,5 cm, grubość 0,4–1 cm, cylindryczny lub lekko maczugowaty. Powierzchnia gładka lub delikatnie filcowata o kolorze od jasnokremowego do różowawo-płowego.
Miąższ
O barwie podobnej do powierzchni zewnętrznych, smaku cierpki, zapach kwaśny lub owocowy. Mleczko rzadkie i ma natychmiastowo cierpki smak.

## Występowanie i siedlisko
Znane są jego stanowiska w Europie, azjatyckiej części Rosji i jedno w Ameryce Północnej. W Europie najwięcej stanowisk podano na Półwyspie Skandynawskim, występuje także na Islandii. W Polsce do 2003 r. gatunek ten był nieznany, po raz pierwszy jego stanowiska podano w 2009 r. w Nowym Dworku w woj. lubuskim. Znajduje się na liście gatunków zagrożonych i wartych objęcia ochroną.
Naziemny grzyb mykoryzowy. Ze względu na ostry smak jest grzybem niejadalnym.